# Глинное (Ровненская область)
Глинное (укр. Глинне) — село в Берёзовской сельской общине Сарненского района Ровненской области Украины.
До 2020 года входило в Рокитновский район.
Население по переписи 2001 года составляло 2268 человек. Почтовый индекс — 34221. Телефонный код — 3635. Код КОАТУУ — 5625082601.